# Área metropolitana de Maracay
El Área metropolitana de Maracay o Gran Maracay es una conurbación ubicada en la zona centro norte de Venezuela, que se extiende sobre 8 municipios del estado Aragua, a saber: Santiago Mariño, Mario Briceño Iragorry, Libertador, Linares Alcántara, Sucre, José Ángel Lamas, y el municipio capital Girardot, conformando de esta manera lo que también se conoce como la Gran Maracay. Así decretada en la Poligonal Urbana trazada por el Ministerio de Desarrollo Urbano (MINDUR) en 1998, el área metropolitana de Maracay comprende el núcleo urbano de la capital estadal, Maracay, más las poblaciones de El Limón, Turmero, Cagua, Santa Rita, Santa Cruz de Aragua, San Mateo (Aragua) y Palo Negro. Así mismo, el Plan Estadal de Ordenación del Territorio del Estado Aragua decreta la conformación del Área Metropolitana de Maracay por estos 8 municipios que conforman el eje metropolitano del estado (Gaceta Oficial Extraordinaria del Estado Aragua N.º 610. 1997). 
Para el año 2024 (basado en censo del CNE en 2021), este conglomerado urbano cuenta con una población de 1 723 236 habitantes y es la segunda conurbación más creciente de Venezuela, con una tasa de 12,5% anual, sólo superada por su vecina Valencia (13% anual). Junto con esta última, Maracay forma de hecho un continuo urbano cuyo nexo es la población de Mariara, que aun estando ubicada en el vecino estado Carabobo, se halla plenamente integrada al núcleo urbano de Maracay, formando así una conurbación de más de 4 millones de habitantes y convirtiéndola así, en la 2da área urbana más poblada del país, solo superada por el Área metropolitana de Caracas.
El principal eje de comunicación en esta conurbación es la autopista Regional del Centro; sin embargo, está en construcción el Sistema Ferroviario Central Ezequiel Zamora - II (línea Puerto Cabello - Cagua), que servirá en un futuro como complemento para consolidar la red de transporte y brindar mejor soporte para el desempeño económico de la zona.

## Distribución de la Población
| Municipio                   | Capital             | Población | Imagen |
| --------------------------- | ------------------- | --------- | ------ |
| Girardot                    | Maracay             | 469 371   |        |
| Santiago Mariño             | Turmero             | 266 945   |        |
| Francisco Linares Alcántara | Santa Rita          | 149 360   |        |
| Sucre                       | Cagua               | 138 437   |        |
| Libertador                  | Palo Negro          | 158 616   |        |
| Mario Briceño Iragorry      | El Limón            | 136 784   |        |
| José Ángel Lamas            | Santa Cruz          | 39 191    |        |
| Ocumare de la Costa de Oro  | Ocumare de la Costa | 15 824    |        |
| Bolívar                     | San Mateo           | 44 733    |        |
| Zamora                      | Villa de Cura       | 173 014   |        |
| Diego Ibarra                | Mariara             | 130 961   |        |
| AREA METROPOLITANA          | MARACAY             | 1 723 236 |        |

Esta región posee también gran influencia de localidades aledañas, debido al polo industrial que se concentra en la misma, lo que la hace tener dominio sobre ciertas áreas dispersas sobre Aragua, Carabobo y Guárico, ocupando específicamente las localidades de San Juan de los Morros, Güigüe, Mariara, Villa de Cura, La Victoria, entre otras localidades.

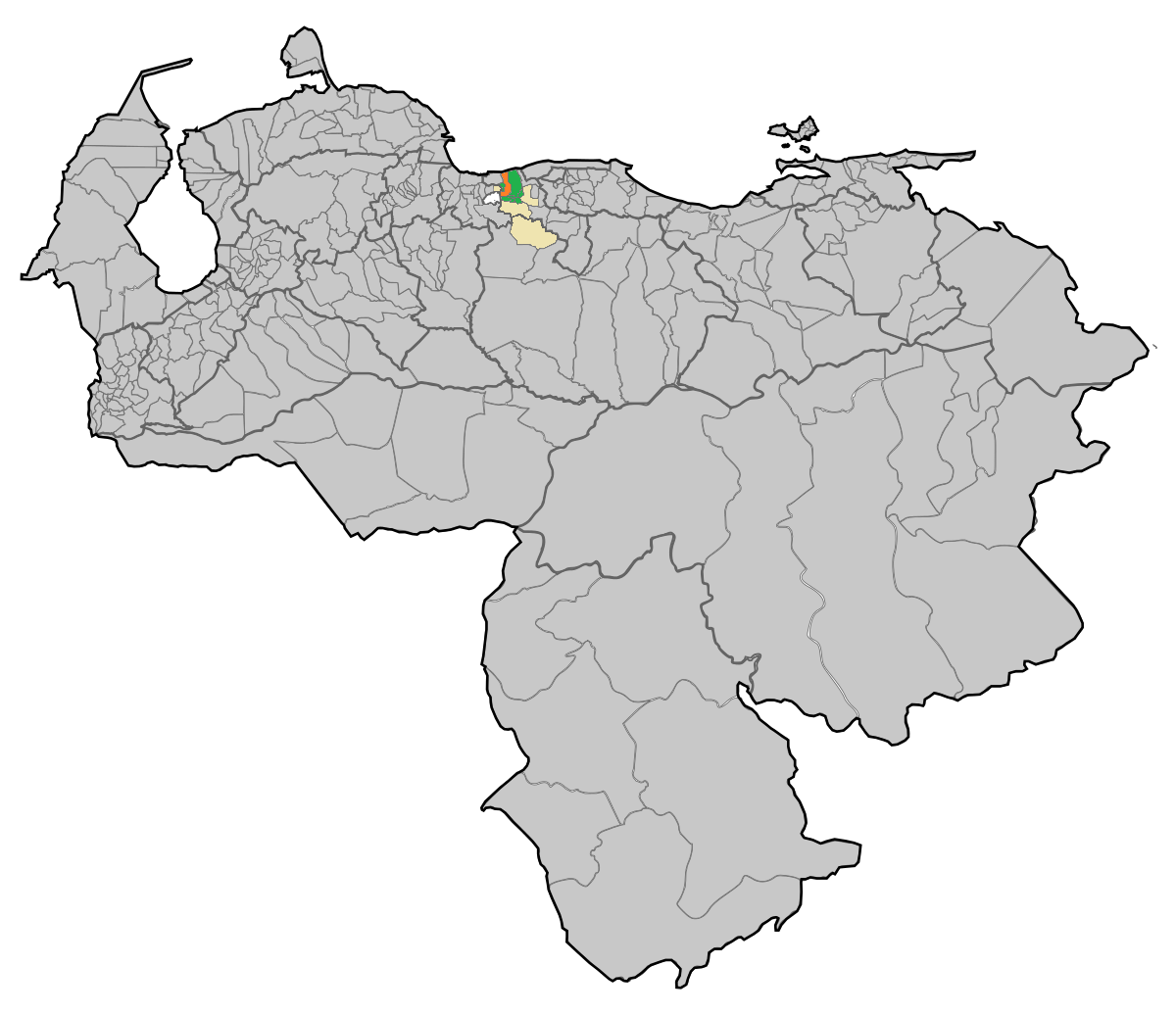
Área Metropolitana de Maracay en la Geografía Venezolana.
(Naranja): Municipio Central
(Verde): Área Urbana
(Amarillo): Área de Influencia

## Desarrollo Urbano
Inicialmente Maracay se extendía sobre el Municipio Girardot, del cual es la capital actualmente, y su población se concentraba en la división de sus 7 parroquias urbanas, con el paso de los años la ciudad fue extendiéndose y creciendo hacia municipios vecinos, anexándose inicialmente a municipios como: Francisco Linares Alcántara, Mario Briceño Iragorry y Santiago Mariño.
Con la industrialización de la ciudad y el impacto del crecimiento demográfico, su área de influencia se ha extendido más allá de los municipios aledaños ya anexados, abarcando actualmente 10 municipios en los que se concentran alrededor de 1.723.236 millones de habitantes, y con un área de influencia de al menos unas 4 localidades, llevándola así hasta unos 2 millones de habitantes, convirtiéndola en la cuarta área urbana más poblada del país (quinta si no contamos su área de influencia, después de Barquisimeto).

## Economía
Maracay es considerado el segundo polo industrial más importante del país detrás de su vecina Valencia, concentrando una gran cantidad de empresas de talla nacional e internacional, entre las cuales pueden destacar: Eli Lilly and Company, Alimentos Polar, Kimberly-Clark, Manpa, Alfonso Rivas & Cia, Kellogg's, Laboratorios Farma, Empresas Sindoni, Johnson & Johnson, Coca-Cola FEMSA, Nestlé Purina, Industrias Iberia, General Mills, Cargill, Nestlé, PepsiCo, entre otras.